# إنجي كيليان
إنجي كيليان (بالألمانية: Inge Kilian)‏ هي منافسة ألعاب القوى ألمانية، ولدت في 3 يونيو 1935 في Geisenheim ‏ في ألمانيا.

## وصلات خارجية
- إنجي كيليان على موقع أوليمبيديا (الإنجليزية)